# Heggenes
Heggenes är en tätort i Øystre Slidre kommun i Innlandet fylke i Norge. Orten utgör kommunens centralort.